# JAC Refine R3

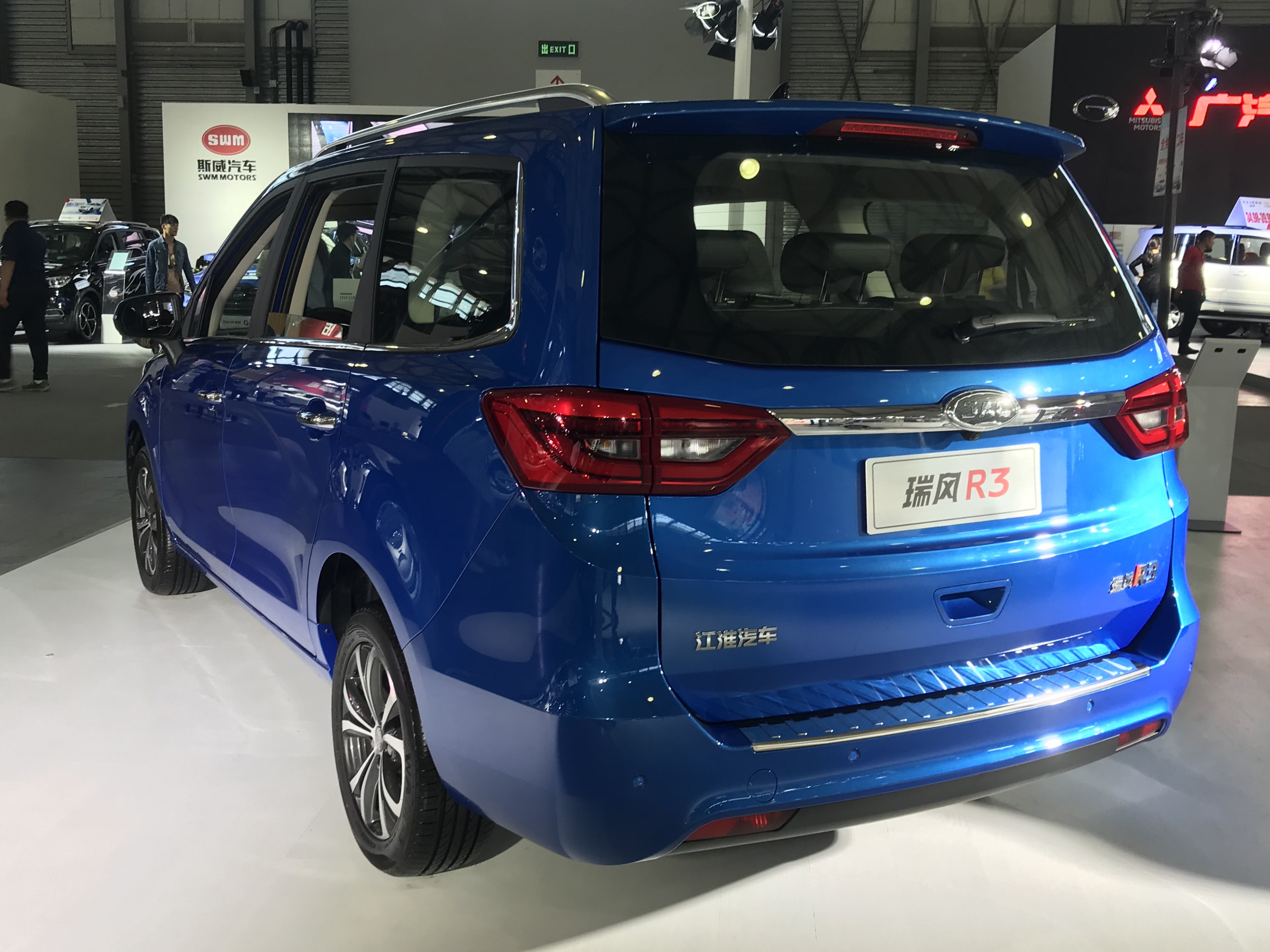
Вид сзади

JAC Refine R3 — компактвэн производства компании JAC.

## Описание
JAC Refine R3 был представлен в 2017 году в Гуанчжоу. Ценовой диапазон варьировался от 64800 до 90800 юаней.
Вместимость автомобиля составляет 7 мест для сидения. Конфигурация — 2—2—3. В иерархии Refine R3 занимает промежуток между Refine M2 и Refine M3.

## Технические характеристики
Refine R3 оснащён 1,6-литровым рядным четырёхцилиндровым двигателем мощностью 120 л. с. и крутящим моментом 155 Н·м. Двигатель сочетается в паре с пятиступенчатой механической или бесступенчатой трансмиссией. Привод подаётся на передние колёса.